# エマヌエル・ヴィニャート
エマヌエル・ヴィニャート（Emanuel Vignato, 2000年8月24日 - ）は、イタリア・ネグラール出身のサッカー選手。USサレルニターナ1919所属。ポジションはフォワード。

## 経歴

### クラブ
キエーヴォの下部組織で育ち、2017年5月20日にホームで行われたセリエA第37節のローマ戦で3-5と負け越しているなか、86分からロベルト・イングレーゼに代わって出場して、16歳でトップチームデビューを果たした。翌シーズンはプリマヴェーラを中心に活動するが、続く2018-19シーズンはトップチームに帯同する機会も増え、2019年4月8日の第31節ボローニャ戦で初先発を飾り、20日の第33節ラツィオ戦では49分に初得点を決めた。このシーズンにクラブはセリエAで最下位に終わったため、2019-20シーズンはセリエBに戦いの舞台を移すなか、2020年1月20日にセリエAのボローニャと契約を結んだ。シーズン中は引き続きローン移籍という形でキエーヴォでプレーをし、最終的にリーグ戦35試合出場5得点という結果を残した。キエーヴォでの4年間を通しては、公式戦49試合に出場し6得点という記録を残した。
2020-21シーズンからはボローニャの一員となると、9月21日にアウェイで行われたセリエA開幕節のミラン戦で0-2と負け越しているなか、83分からムサ・バロウに代わって出場し早速のデビューとなった。10月27日のコッパ・イタリア3回戦のレッジーナとの試合で、70分にボローニャでの初得点を記録。12月5日の第10節インテル戦で、67分にボローニャでのセリエA初得点を決めた。3-3の打ち合いとなった2021年5月2日の第34節のフィオレンティーナ戦では、ロドリゴ・パラシオのハットトリックすべてをお膳立てする1試合3アシストを記録した。
2023年1月31日、エンポリに買い取りオプション付きの半年間の期限付き移籍で加入した。
2023年9月1日、ACピサ1909に移籍した。
2024年2月1日、USサレルニターナ1919に買取オプション付きのレンタルで移籍した。

### 代表
自身はイタリアで生まれ、父もイタリア人である一方、母がブラジル人であるため、2016年5月にはU-17ブラジル代表から声がかかった。しかし、各アンダー世代ではイタリア代表を選択している。
2021年10月8日、アウェイのビリノ・ポリェで行われたUEFA U-21欧州選手権2023予選のU-21ボスニア・ヘルツェゴビナ代表戦で先発し、U-21イタリア代表にデビュー。するとイタリアが1点をリードしているなか、27分にサンドロ・トナーリが上げたCKのクロスボールに飛び込み、追加点を奪取。デビュー戦での初得点によって、2-1の勝利に貢献した。

## 人物
弟のサムエレもサッカー選手である。